# 翳った旋舞
『翳った旋舞』（かげったせんぶ）は、松本清張の長編小説。『女性セブン』に連載され（1963年5月2日号 - 10月23日号）、1983年11月にカドカワノベルズより刊行された。

## あらすじ
入社が難しいことで知られる東京・有楽町のR新聞社に採用された三沢順子は、資料調査部に配属されたが、仕事は地味で、部内の空気は沈滞していた。ある日、整理部員の木内からS・フレッチャーの写真を頼まれた順子は、すぐにそれを渡したものの、新聞に掲載された翌日、別人の写真であったことが判明し、騒ぎになる。末広部長や金森次長の諍いを目の当たりにして居たたまれなくなった順子は、学生時代の友達でホステスとなった三原真佐子のマンションを訪れ、自分の職場の狭い秩序と、自由な空気を吸っているようにみえる真佐子との相違を実感するが、帰りがけに雲の上の存在である川北編集局長に遭遇する。
末広部長や金森次長の左遷が決定し、当の自分が何の処分も受けないのを心苦しく思った順子は、辞表を書き、廊下で出くわした川北局長にとっさに渡す。しかし川北は今回の処分が編集局内の緩みきった空気を一新することが狙いと説明し、順子の辞表受取を拒む。続いて川北は、順子をR新聞が出資するテレビ局の専務に会わせるが、専務は順子をタレントにしたいと持ちかける。不意に華やかな舞台がのぞいたような思いだったが、自分は真佐子のような女にはなりきれないとこれを断る。
順子は川北の依頼で再度テレビ局に遣わされ、真佐子と遭遇したことから、真佐子のバーに行くことになり、そこで財界のホープ・マスコミの怪物と噂される海野辰平が訪問していることを聞く。海野を前にして阿諛と迎合に満ちた態度を取る川北の様子に虫酸が走った順子は、海野の背後からビールを浴びせる。
川北と共に海野に謝罪した翌日、順子のもとに海野から大阪に来るよう誘いが来る。その手紙をその場で割いた順子だったが、川北と順子の行動を糾弾する怪文書が社内に出回っていることを知ると、新聞社の生活を放擲し、海野に自分の運命を賭ける決心をする。

## 主な登場人物
三沢順子
R新聞社の入社2年目の社員。東京の女子大を卒業後、社内では傍流の資料調査部に配属される。
三原真佐子
順子の学生時代の同級生。ナイトクラブのホステス。
川北良策
R新聞社の編集局長。大型局長との評判をとり社内各部長からも惧れられている。
末広善太郎
資料調査部の部長。社内政治に熱心で部長の地位を腰掛としか思っていない。
河内三津子
資料調査部の先輩女性。男物づくめの衣装で相当な金を溜めている。
木内一夫
資料調査部に頻繁に出入りする整理部員。静かな性格。
金森謙吉
資料調査部のデスクで次長格。仕事をせず酒とギャンブルに興じる。
江木郁子
R新聞社の電話交換手。末広と関係を持つ。
海野辰平
保守的な論調のG新聞を買収し、マスコミの怪物と評される財界のホープ。

## エピソード
- エッセイストの酒井順子は、本作を『人間水域』『花実のない森』と共に極私的三大「お嬢さん転落小説」と位置付けながらも、順子は（『人間水域』の）久井ふみ子や（『花実のない森』の）江藤みゆきのようにやむにやまれぬ事情から落ちていく女性ではなく、「何となく流されるまま生きるうちに、人生が予想外の方向へ動いていくのであり、その様を清張は「旋舞」と表現したように思われる」と述べ、人々がより豊かな生活を求めて「旋舞」していた高度経済成長期、「その様子を冷静に眺める順子もまた旋舞に巻き込まれていくのであり、何となく舞い続ける彼女は、転落女性の新時代を感じさせる存在」と述べている[1]。
- 日本近代文学研究者の綾目広治は「『翳った施舞』に出てくる新聞記者とりわけ男性は、出世と保身が最大関心事であり、新聞人としての社会的使命などということは、頭の片隅にも無い人物ばかり」であり、「おそらく朝日新聞社勤務時代に、松本清張はそういう新聞記者たちの姿を目の当たりにしていたのであろう」と述べている[2]。